# ユダヤ人の家
ユダヤ人の家（ユダヤじんのいえ、ヘブライ語：הבית היהודי「ハ・バイト・ハ・イェフディ」英語: Bayit Yehudi,Jewish home） とは、イスラエルの政党。「ユダヤの家」とも訳される。党首はラフィ・ペレツ。2015年には司法大臣アイェレット・シャクドも輩出したが、2020年に解散し宗教シオニスト党に吸収された。

## 概説
2008年に国家統一党から独立する形で結党。2009年のクネセト総選挙では3議席を獲得。2012年に国家統一党と合併。
2013年1月22日に行われる予定の総選挙では、議席を十数議席にまで増やし、躍進するという予測が出ていたが、それに近い11議席を獲得し、躍進した。
この政党は、イスラエルとパレスチナの二国家共存を否定している。
2014年7月1日、この党に所属するアイェレット・シャケド議員（女性）がガザ紛争に絡んで、パレスチナ人に対し「彼らが蛇を育てた実物の生息地がそうであるように、彼らはいなくならなければならない」「そうしなければそこでもっと小さな蛇が育てられるだろう」と自身のFacebookページで発言。これは、パレスチナ人へのジェノサイドを推進するともとれる発言として問題になり、トルコのレジェップ・タイイップ・エルドアン首相は「ヒトラーと変わらぬ精神性」などと強く非難、波紋が広がった。
第34回クネセト選挙を迎え、ユダヤ人の家は議席を減らしたものの、引き続き連立与党としてとどまった。アイェレット・シャケドが法相として入閣するなどした。